# Ґодзілла (фільм, 2014)
«Ґодзілла» (англ. Godzilla) — американський фантастичний бойовик режисера Ґарета Едвардса. У головних ролях зіграли Аарон Тейлор-Джонсон, Елізабет Олсен і Браян Кренстон. Стрічку створено на основі однойменного персонажа. Сценариста виступили Дейва Каллагем і Макс Боренштейн. Прем'єра фільму в Україні відбулася 15 травня 2014 року.

## Сюжет
1999 рік. Доктор Ічіро Серізава та інші вчені на Філіппінах виявляють цілий скелет величезної невідомої істоти. Як припускають учені, вона загинула два мільйони років тому. Але, дослідивши печеру, команда виявляє діру, з якої недавно хтось виліз, і величезний слід, який іде в море.
У той же час інженер Джо Броуді вирушає разом зі своєю дружиною, Сандрою Броуді, на АЕС поблизу Токіо. Він повинен з'ясувати причину сейсмічних поштовхів, які наближаються до міста. Під час роботи відбувається землетрус, радіоактивна пара виходить із зони реактора, і Джо доводиться пожертвувати командою Сандри і нею самою заради безпеки міста. АЕС повністю руйнується.
Через 15 років вже дорослий син Джо, Форд Броуді, військовий сапер, повертається зі служби в Сан-Франциско. Але в день приїзду йому повідомляють, що його батька спіймали при перетині карантинної зони навколо зруйнованої АЕС. Форд прилітає в Токіо і разом з батьком їде в його будинок. Там він намагається переконати Джо повернутися, але той відкидає цю пропозицію, вважаючи, що повинен довести, що АЕС зруйнував не землетрус, а щось живе, і воно скоро прокинеться. Форд довго лається з батьком, але, не в силах переконати його, неохоче погоджується порушити японські закони. Прибувши в карантинну зону, вони виявляють, що там радіації немає, і спокійно йдуть до свого старого дому. Там Джо знаходить старі дискети з записами сейсмічної активності в районі електростанції перед її руйнуванням. Вийшовши на вулицю, вони помічають що пролітає вертоліт і невідому базу, але їх заарештовують і відвозять на неї. На базі вони виявляють кокон, в якому знаходиться якась істота. Доктор Ітіро Серідзава контролює її вивчення, але випромінювані істотою електромагнітні імпульси починають частішати. У кімнаті для допитів Джо пояснює, що це невідома істота дуже давня і може випускати електромагнітні імпульси, які блокують або відключають всю електроніку, і вимагає звільнити Форда. Серідзава звертає увагу на дані, які дуже схожі на дані 1999 року. Під час розмови відбувається почастішання імпульсів, і Серідзава наказує знищити істоту за допомогою потужних імпульсів енергії. Спочатку показники життєдіяльності падають, але потім раптово зростають, і з кокона з'являється кайдзю, який громить базу і відлітає. Помічниця Серідзави і він сам здогадуються, що цей кайдзю харчувався радіацією, адже на момент його пробудження ядерні реактори бази були виснажені.
Джо ледь не гине при атаці монстра, його відвозять на авіаносець ВМС США «Саратога». Після цієї події американська армія бере програму «Монарх» (з дослідження кайдзю) під свій контроль, і дає Ітіро вибрати потрібних йому людей. На гвинтокрилі смертельно поранений Джо просить сина повернутися в Сан-Франциско до сім'ї, а потім помирає на авіаносці. На кораблі Серідзава разом з помічницею намагаються дізнатися від Форда все, що він знає про це кайдзю, іменоване ГННУІ (Гігантська Неопізнана Наземна Унікальна Істота), попри те, що він все-таки ще й літає. Форд повідомляє про ехолокацію, яку вивчав Джо в останні дні. Це наводить на ту думку, що Кайдзю когось кличе. Серідзава також пояснює, що в 1954 році подібна істота була помічена в Тихому океані підводним човном, і її спробували вбити за допомогою атомної бомби, прикривши це атомними випробуваннями. На відеозаписах показують хребетні вирости Ґодзілли, прихованого товщею води. Серідзава вважає, що Ґодзілла буде переслідувати кайдзю доти, поки не вб'є його, відновивши тим самим природний баланс.
Форд відлітає на Гаваї, а військові фіксують пропажу російської підводного човна класу «Акула» з ядерними зарядами. Військовий загін армії США шукає монстра на Гаваях і виявляють його посередині острова, разом з підводним човном і ядерними ракетами, які він гриз. Починається нетривалий бій, і кайдзю випускає могутній електромагнітний імпульс, знищуючи цим винищувачі. Він прямує в місто, і його виявляють в аеропорту. В цей час на пляжі помічають відплив води, піднімається цунамі, яке затоплює все місто. З води піднімається Ґодзілла, який вступає в бій з кайдзю, але той відлітає на схід. Ґодзілла женеться за ним.
Вчені продовжують вивчати дані про монстрів і згадують про існування ще одного кокона, який знаходиться на складі радіоактивних відходів в Неваді, що цілком логічно, тому що більше його ніде було ховати. Військові негайно обшукують склад і виявляють величезну діру і слід, який веде до Лас-Вегасу. Другий кайдзю не вміє літати, але він більший першого і виявляється самкою, яка вельми успішно громить всі казино Лас-Вегаса. Військові обчислюють траєкторію зустрічі трійці, яка відбудеться в Сан-Франциско. За Ґодзіллою стежить флот, що тримається від нього на безпечній відстані і не заподіює йому шкоди. Щоб позбутися монстрів, військовий аналітик пропонує знищити всіх ядерною боєголовкою, яку розмістять в 20-ти милях від узбережжя Сан-Франциско. Все йде за планом, поки поїзд із боєголовками не перехоплює самець і не відносить у місто як весільний подарунок самиці. Оголошується евакуація, Еллі, впевнена, що незабаром до неї повинен приїхати Форд, ховається в укриття. Скоро з'являється і сам Ґодзілла. Після необачної атаки з боку військових він руйнує міст Золоті Ворота, хоча спочатку планував пірнути під ним, і прямує в місто. Самець кайдзю нападає на ящера, починається нова битва.
Військові посилають невеликі групи солдатів знешкодити боєголовку, а в разі неможливості цього, транспортувати її на кораблі якнайдалі від міста. Десантники, в числі яких і Форд, приземляються в центрі сутички Ґодзілли і кайдзю. Десантники знаходять величезну гніздо самиці кайдзю, яка вже почала відкладати яйця після отримання боєголовки, яка вже знаходиться в гнізді. Поки самиця відволікається на Ґодзіллу і поспішає на допомогу самцеві, боєголовку забирають, а Форд спалює яйця самки, яка негайно направляється до них. Виявивши, що вони спалені, а боєголовки немає, вона лютує і виявляє Форда. Вона збирається його вбити, але тут крізь дим і попіл з'являються сині вогні, якими розгорається гребінь Ґодзілли, готуючись завдати удару атомним диханням. Самиця відволікається від Форда і отримує потужний удар потоком плазми. Десантники, користуючись можливістю, вантажать снаряд на корабель, але самиця наздоганяє їх, і вбиває всіх, крім Форда. В цей час змучений сутичкою з двома ворогами Ґодзілла нарешті вбиває самця, вдаривши його хвостом прямо в хмарочос. Форд направляє катер з бомбою-боєголовкою в море, але його наздоганяє самка. В останній момент з'являється Ґодзілла і направляє потік атомного дихання в пащу самиці, спалив їй шию зсередини. Після цього, відірвавши їй голову, він падає без сил на березі. Форд непритомніє на човні з боєголовкою, яка ось-ось вибухне, але його рятують, підіймаючи на вертоліт. Боєголовка вибухає в океані, хоч і неподалік, але, мабуть, досить далеко, щоб уникнути наслідків радіації для узбережжя.
На ранок в ході рятувальних робіт з куп уламків вибираються вцілілі жителі Сан-Франциско. Форд зустрічає свою сім'ю, а Серідзава дивиться на лежачого Ґодзіллу. Ґодзілла оговтується, видає переможний клич і йде в океан, махнувши хвостом, при цьому нічого не руйнуючи. Вцілілі аплодують на честь монстра, що врятував людську цивілізацію.

## У ролях
| Актор                | Персонаж                                    | Роль                    |
| -------------------- | ------------------------------------------- | ----------------------- |
| Аарон Тейлор-Джонсон | Форд Броді англ. Ford Brody                 | лейтенант               |
| Елізабет Олсен       | Елль Броді англ. Elle Brody                 | дружина Форда           |
| Ватанабе Кен         | Дайсуке Серідзава англ. Daisuke Serizawa    | вчений                  |
| Жульєт Бінош         | Сандра Броді англ. Sandra Brody             | мати Форда              |
| Браян Кренстон       | Джозеф «Джо» Броді англ. Joseph "Joe" Brody | батько Форда            |
| Саллі Гокінз         | Вів'єн Грем англ. Vivienne Graham           | вчена                   |
| Девід Стретейрн      | Вільям Стенц англ. William Stenz            | адмірал                 |
| Річард Т. Джонс      | Рассел Гемптон англ. Russell Hampton        | капітан                 |
| Віктор Расук         | Тре Моралес англ. Tre Morales               | сержант                 |
| Ал Сапієнца          | Хаддлстон англ. Huddleston                  | керівник служби безпеки |

## Сприйняття

### Критика
Станом на 20 лютого 2014 року рейтинг очікування фільму на сайті Rotten Tomatoes становив 99 % з 27,740 голосів.
Фільм отримав переважно позитивні відгуки: Rotten Tomatoes дав оцінку 74 % на основі 279 відгуків від критиків (середня оцінка 6,6/10) і 67 % від глядачів зі середньою оцінкою 3,6/5 (173 508 голосів). Загалом на сайті фільми має позитивний рейтинг, фільму зарахований «стиглий помідор» від кінокритиків і «попкорн» від глядачів, Internet Movie Database — 6,5/10 (272 548 голосів), Metacritic — 62/100 (48 відгуків критиків) і 6,8/10 від глядачів (1387 голосів). Загалом на цьому ресурсі від критиків і від глядачів фільм отримав позитивні відгуки.

### Касові збори
Під час показу в Україні, що стартував 15 травня 2014 року, протягом першого тижня фільм був показаний у 140 кінотеатрах і зібрав 503 537 $, що на той час дозволило йому зайняти 1 місце серед усіх прем'єр. Показ в Україні протривав 16 тижнів і завершився 31 серпня 2014 року, фільм за цей час зібрав 941 096 $. Із цим показником стрічка зайняла 28 місце у кінопрокаті за касовими зборами в Україні 2014 року.
Під час показу у США, що розпочався 16 травня 2014 року, протягом першого тижня фільм був показаний у 3 952 кінотеатрах і зібрав 93 188 384 $, що на той час дозволило йому зайняти 1 місце серед усіх прем'єр. Показ фільму тривав 105 днів (15 тижнів) і за цей час зібрав у прокаті у США 200 676 069 доларів США (за іншими даними 200 672 193 $), а у решті світу 328 000 000 $ (за іншими даними 307 500 000 $), тобто загалом 528 676 069 доларів США (за іншими даними 508 172 193 $) при бюджеті 160 млн доларів США.

### Виноски
1. ↑  Годзилла. Kino-teatr.ua. Архів оригіналу за 27 лютого 2014. Процитовано 20 лютого 2014.
2. 1 2 3 4 5  Godzilla (2014) (англ.). Box Office Mojo. Архів оригіналу за 17 червня 2014. Процитовано 20 серпня 2015.
3. 1 2 3 4 5 6  Godzilla (2014) (англ.). The Numbers. Архів оригіналу за 19 вересня 2015. Процитовано 20 серпня 2015.
4. ↑  Godzilla (2014) (англ.). Rotten Tomatoes. Архів оригіналу за 21 травня 2014. Процитовано 20 серпня 2015.
5. ↑  Godzilla (англ.). Internet Movie Database. Архів оригіналу за 12 серпня 2015. Процитовано 20 серпня 2015.
6. ↑  Godzilla (англ.). Metacritic. Архів оригіналу за 20 жовтня 2017. Процитовано 20 серпня 2015.
7. ↑  Godzilla — Ukraine Weekend Box Office (англ.). Box Office Mojo. Архів оригіналу за 11 вересня 2015. Процитовано 20 серпня 2015.
8. ↑  Ukraine Yearly Box Office. 2014 (англ.). Box Office Mojo. Архів оригіналу за 24 вересня 2014. Процитовано 20 серпня 2015.